# Кангаамиут
Кангаамиут (гренл. Kangaamiut) — посёлок в коммуне Кекката, западная Гренландия. Население — 414 человек (данные на январь 2013 года).

## География
Кангаамиут расположен на острове у побережья пролива Дейвиса между устьями двух длинных фьордов.

## История
В 1755 году на этом месте была основана датско-норвежская колония Sukkertoppen, однако в 1785 году она была перенесена на юг, где выросла в город Маниитсок.

## Транспорт
Кангаамиут является портом компании Arctic Umiaq Line.